# 國際刑事法院對本雅明·內塔尼亞胡等人的逮捕令
2024年11月21日，國際刑事法院針對以色列總理本雅明·內塔尼亞胡和前以色列國防部長約亞夫·加蘭特發出逮捕令，指控他們在以色列—哈馬斯戰爭期間使用飢餓作為戰爭手段犯下戰爭罪，並因謀殺、迫害及其他不人道行為構成危害人類罪。這是國際刑事法院首次對主要西方盟國的政府首腦發佈逮捕令。
此外，國際刑事法院也對哈馬斯軍事指揮官穆罕默德·戴夫發出逮捕令，直至2025年2月底確認死亡而撤銷。國際刑事法院檢察官卡里姆·艾哈邁德·汗此前曾於2024年5月20日申請對另外兩名哈馬斯高層領袖——主席伊斯梅爾·哈尼亞和加沙地帶領袖葉海亞·辛瓦爾發佈逮捕令，但在確認他們分別於2024年7月和10月死亡後撤回相關申請。

## 背景

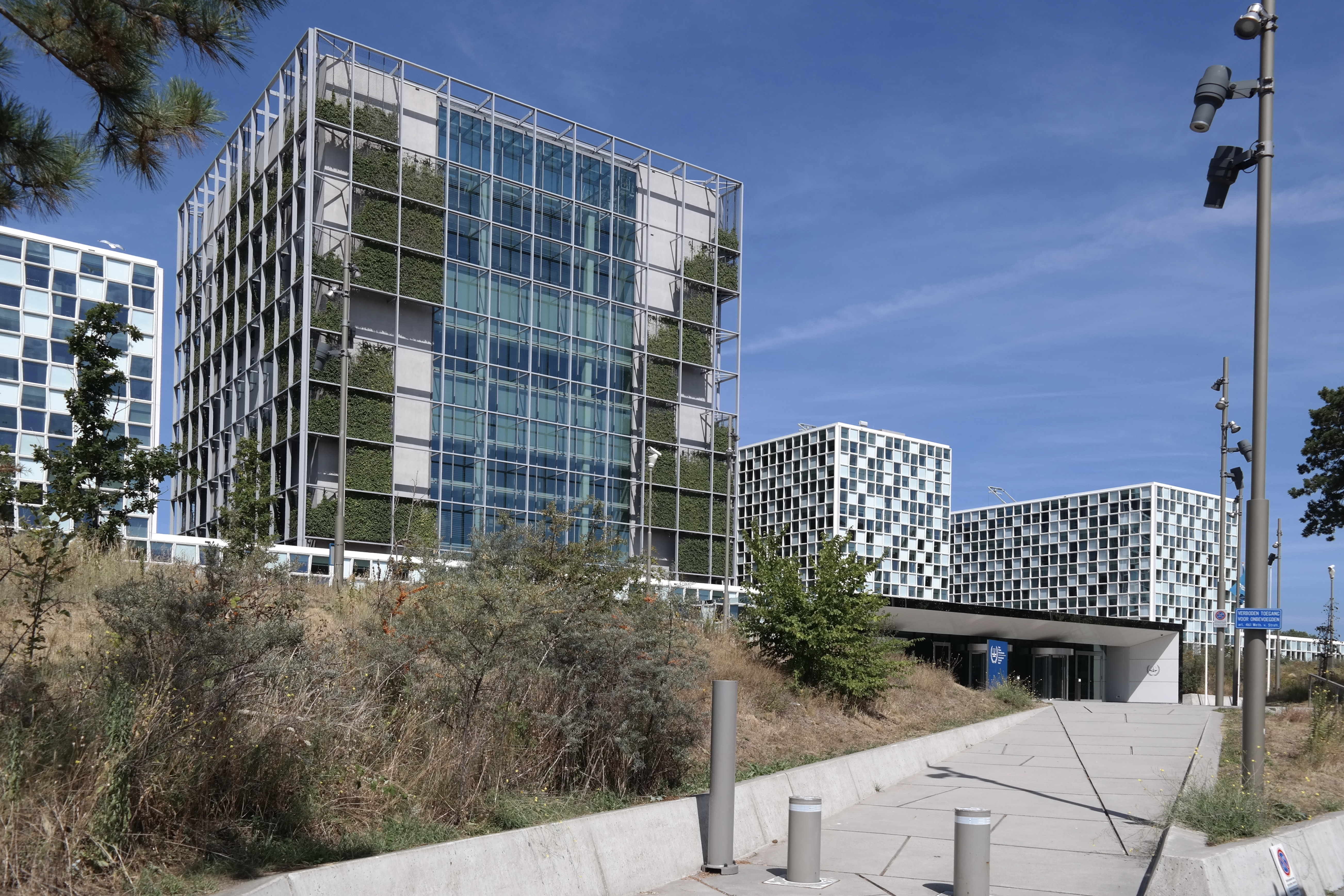
國際刑事法院位於荷蘭海牙。國際刑事法院於2015年12月遷入該大樓。

國際刑事法院於2002年成立，專門負責起訴戰爭罪、危害人類罪、種族滅絕罪及侵略罪，尤其是在會員國無法或不願追究責任時。法院的管轄範圍涵蓋所有124個會員國國民或其領土上發生的罪行。目前，國際刑事法院也在調查烏克蘭、烏干達等地的相關罪行。儘管以色列並非國際刑事法院會員國，且不承認其司法管轄權，但巴勒斯坦國於2015年成為會員國，使法院得以對相關罪行展開調查。
根據國際刑事法院創始條約，所有124個會員國均有義務逮捕並移交被國際刑事法院發出逮捕令的人士，若此人在其境內被發現。然而，國際刑事法院並無執法能力，也未設立警察部隊，只能對不合作的會員國施加制裁。
2019年12月20日，國際刑事法院檢察官法圖·本蘇達宣佈對自2014年6月13日起，涉及以色列國防軍、哈馬斯或其他巴勒斯坦武裝組織在巴勒斯坦上犯下的戰爭罪進行調查。自2015年調查展開以來，以色列曾利用其情報機構對國際刑事法院高層進行監控、施壓，甚至威脅。

### 以色列—哈馬斯戰爭
2023年10月12日，正值以色列—哈馬斯戰爭期間，國際刑事法院首席檢察官卡里姆·艾哈邁德·汗表示，無論是巴勒斯坦人在以色列領土上，還是以色列人在巴勒斯坦領土上犯下的戰爭罪，都在國際刑事法院對巴勒斯坦的調查之管轄範圍內。隨後在2023年12月29日，南非向國際法院提起訴訟，指控以色列的行為已構成種族滅絕罪。
2024年4月下旬，國際刑事法院的工作人員在加沙地帶採訪當地醫院的醫護人員，以調查可能涉及的戰爭罪行。

### 逮捕令申請
2024年5月20日，檢察官汗宣佈，他將申請對哈馬斯三名領導人——葉海亞·辛瓦爾、穆罕默德·戴夫和伊斯梅爾·哈尼亞，以及以色列總理本雅明·內塔尼亞胡和國防部長約阿夫·加蘭特的逮捕令。針對哈尼亞的申請已在確認他於2024年7月31日遭暗殺後撤回。檢察官還表示，他正在核實戴夫於2024年7月13日是否已被殺害，若屬實，也將撤回對他的逮捕令申請。

## 起訴
2024年11月21日，國際刑事法院初審分庭I法官尼古拉斯·吉尤（法國，庭長）、蕾納·阿德萊德·索菲·阿拉皮尼-甘蘇（貝南）及貝蒂·霍勒（斯洛文尼亞）根據首席檢察官汗的要求，簽發對內塔尼亞胡、加蘭特和戴夫的逮捕令，理由是「以色列政府機構及武裝部隊針對巴勒斯坦平民，尤其是加沙地帶平民的行為」。此外，法院還駁回以色列對其司法管轄權的異議。

### 內塔尼亞胡和加蘭特
初審分庭I認為，有合理理由認定內塔尼亞胡和加蘭特在「2023年10月8日至2024年5月20日前」期間，作為共同犯罪者，與他人聯合實施使用飢餓作為戰爭手段的戰爭罪，並犯下危害人類罪，包括謀殺、迫害及其他不人道行為。同時，他們還被認為以平民領導者身份，故意針對平民發動攻擊，構成戰爭罪。

### 戴夫
初審分庭I認為，有合理理由認定戴夫對以下罪行負有直接及指揮責任：「危害人類罪，包括謀殺、滅絕、酷刑，以及強姦與其他形式的性暴力」，以及「戰爭罪，包括謀殺、殘酷對待、酷刑、劫持人質、侮辱人格尊嚴及強姦與其他形式的性暴力」。法院認為，有合理理由顯示，這些危害人類罪是哈馬斯及其他武裝組織針對以色列平民展開的大規模、有組織攻擊的一部分。

## 可能执行的逮捕
2025年4月3日，内塔尼亚胡抵达匈牙利。匈牙利总理欧尔班·维克托此前在逮捕令发出后不久邀请内塔尼亚胡访问匈牙利，称逮捕令在匈牙利“无效”。国际特赦组织发表声明称，如果内塔尼亚胡进行访问，匈牙利当局有义务逮捕他并将其移交给国际刑事法院。欣德·拉杰卜基金会（HRF）发表声明称，基金会将呼吁发布禁制令，阻止内塔尼亚胡飞越《罗马规约》欧洲缔约国的领空，并且正在与法律团队协调，以便在内塔尼亚胡降落或经过这些国家时发起逮捕。基金会称将要求匈牙利总检察长根据匈牙利刑法对内塔尼亚胡启动逮捕程序，该程序要求匈牙利当局逮捕国际刑事法院逃犯并将其移交国际刑事法院羁押。
在内塔尼亚胡访问期间，欧尔班宣布匈牙利将退出国际刑事法院。根据《罗马规约》，匈牙利需要正式通知联合国秘书长，且退出将在一年后生效。匈牙利逮捕内塔尼亚胡的义务不受欧尔班声明影响。
4月3日，国际巴勒斯坦正义中心向匈牙利司法部长提交了一份正式申诉，指出《罗马规约》第86条要求缔约国与国际刑事法院合作，匈牙利当局作为《罗马规约》缔约国有义务逮捕内塔尼亚胡。

## 反應

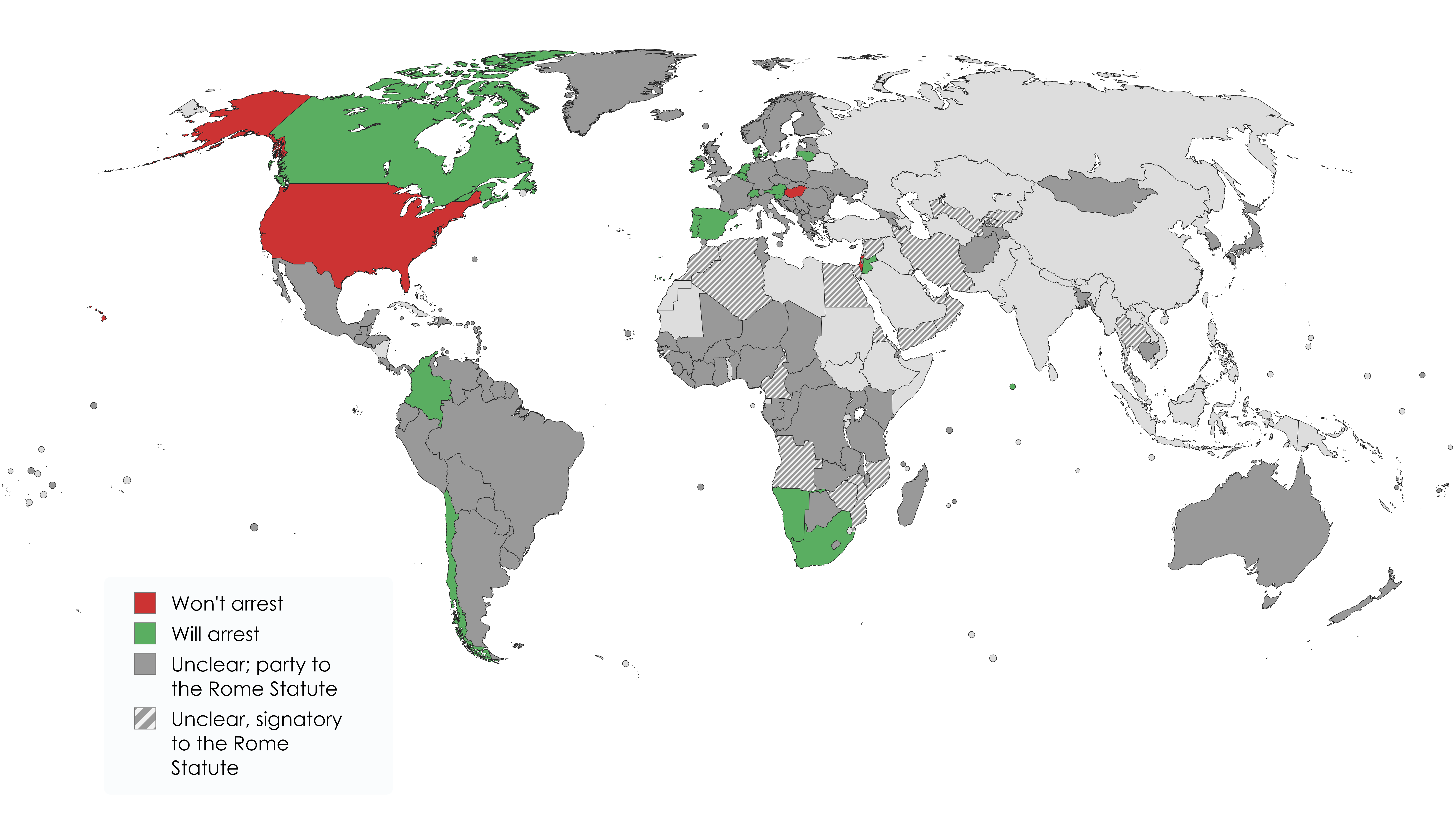
就国际刑事法院对本杰明内塔尼亚胡的逮捕令发表声明的国家的世界地图。

### 当事方
| 以色列總理 | X的logo，一个风格化的X字母 |
| @IsraeliPM | X的logo，一个风格化的X字母 |

國際刑事法院的這項反猶太決定是一場現代版的德雷福斯事件——其結局將與歷史如出一轍。
以色列堅決拒絕國際刑事法院的虛假而荒唐的指控，並強調該法院是一個充斥偏見與歧視的政治性機構。
https://www.gov.il/en/pages/spoke-hague211124
2024-11-21
- 以色列：以色列總理辦公室批評國際刑事法院對內塔尼亞胡的逮捕令為「反猶太主義行為」，並將其與歷史上的德雷福斯事件相提並論。外交部長伊斯雷爾·卡茨指責「國際刑事法院已經喪失其合法性」。以色列議會外交與國防委員會主席尤利·埃德爾斯坦表示，這是一個「被伊斯蘭主義利益挾持的政治機構做出之恥辱性決定」。同時，前總理、反對派領袖亞伊爾·拉皮德也對國際刑事法院的決定表示譴責[32][33]。
- 巴勒斯坦：巴勒斯坦對國際刑事法院的決定表示讚揚，認為這「重建了對國際法及其機構的信心，也凸顯了正義、問責和懲治戰爭罪行的重要性[34]。」
  -  哈馬斯：政治局成員巴森·納伊姆（英语：Basem Naim）對國際刑事法院向內塔尼亞胡和加蘭特發出的逮捕令表示歡迎，稱這是「實現正義的重要一步」，並呼籲國際刑事法院將調查範圍擴展到其他以色列官員。但哈馬斯並未提到針對戴夫的逮捕令[33]。
- 國際刑事法院：為針對以色列質疑法官貝蒂·霍勒中立性的指控，國際刑事法院澄清霍勒在檢察官辦公室任職期間，從未參與過任何與巴勒斯坦相關的調查。霍勒進一步表示，她「從未接觸過與該案相關的文件、證據或機密資料」[35]。

### 其它国家和组织
- 欧盟：外交和安全政策高級代表何塞普·博雷利呼籲所有歐盟成員國尊重並執行國際刑事法院的決定，並強調該決定無關政治[36]。
- 阿尔及利亚：外交部在聲明中表示：「這一行動由總統阿卜杜勒-馬吉德·特本長期推動，標誌著結束數十年有罪不罰現象的重要一步[37]。」
- 阿根廷：總統哈維爾·米萊表達阿根廷對國際刑事法院決定的「深切反對」，並認為該逮捕令「無視以色列正當防衛的權利」[36]。
- ：外交部長黃英賢在X／Twitter上表示，澳大利亞政府「尊重國際刑事法院的獨立性及其在維護國際法方面的重要角色」[38]。
- 奥地利：外交部長亞歷山大·沙倫堡批評國際刑事法院的逮捕令「不可理喻且荒唐」，但其辦公室同時指出，作為《羅馬規約》的締約國，奧地利有義務執行國際刑事法院的逮捕令[36]。
- 比利时：外交部表示，完全支持國際法，並將「配合」執行逮捕令[39]。
- 加拿大：總理賈斯汀·杜魯多表示，加拿大將遵守國際法[36][40]。
- 智利：外交部發表聲明，支持國際刑事法院的工作，並呼籲所有國家「配合其調查和決定」，同時要求衝突各方「停止嚴重違反國際人道法和人權的行為」[41]。
- 哥伦比亚：總統古斯塔沃·佩特羅表示，此裁決「合乎邏輯，必須遵守」，並批評內塔尼亞胡是「種族滅絕者」。他警告稱，若美國總統拜登忽視該命令，將「使世界陷入野蠻之中」，並進一步呼籲西歐領導人遵守逮捕令[42]。
- 爱沙尼亚：外交部長馬古斯·察克納（英语：Margus Tsahkna）表示，將對逮捕令進行審查。他指出，愛沙尼亞作爲國際刑事法院的締約國，有義務維護基於國際法的國際秩序，但他也對逮捕令是否有助於「中東持久和平」持懷疑態度[43]。
- 法國：外交部发言人克里斯托夫·勒莫萬表示，法方一贯致力于支持国际司法，并重申支持国际刑事法院根据《羅馬規約》的独立工作[40]，但對於若內塔尼亞胡入境是否會被逮捕則保持沉默，並稱相關問題「法律上相當複雜」[36]。不過後來法國外交部又表示，以色列不是國際刑事法院締約國，以色列可以享有豁免權[44]。
- 德国：外交部长安娜萊娜·貝爾伯克表示，德国尊重国际刑事法院的工作，并在国家、欧洲和国际层面遵守相关法律[40]。政府發言人表示，德國將「仔細評估」針對內塔尼亞胡和加蘭特的逮捕令，但是否採取行動取決於兩人是否訪問德國。該發言人還提到，雖然德國是國際刑事法院的主要支持者之一，但與以色列的緊密關係同樣需要考量[36]。
- 匈牙利：總理奧班·維克多公開表示不會執行國際刑事法院的逮捕令[45]，批評其「膽大包天且很諷刺」，並指責該決定具有「政治目的」。他甚至邀請內塔尼亞胡訪問匈牙利，以示自己無視逮捕令。外交部長西亞爾托·彼得進一步譴責國際刑事法院的決定「既可恥又荒謬」[36]。
- 伊朗：伊斯蘭革命衛隊指揮官侯賽因·薩拉米宣稱：「這標誌著猶太復國主義政權的終結及其政治死亡，如今該政權完全被全球孤立，其官員無法再自由前往其他國家[46]。」
- 爱尔兰：總理西蒙·哈里斯將此逮捕令稱為「邁向正義的重要一步」，同時重申愛爾蘭對國際刑事法院的支持，並呼籲所有有能力協助的人士「迅速採取行動」[36]。其稱如果内塔尼亚胡抵达爱尔兰，爱尔兰会将其逮捕[40]。
- 義大利：外交部長安東尼奧·塔亞尼表示意大利支持國際刑事法院，並將與國際盟友合作，商討如何解讀及應對這一決定[36]。
- 约旦：外交部長艾曼·薩法迪（英语：Ayman Safadi）強調，國際刑事法院的裁定必須被尊重與執行，並呼籲為「巴勒斯坦人民伸張正義」[36]。
- 黎巴嫩：外交部對針對內塔尼亞胡和加蘭特的逮捕令表示歡迎，認為此舉「象徵恢復對國際合法性及正義理念的尊重」，並且對「以色列對平民所犯下的罪行給予了明確譴責」[47]。
- 立陶宛：外交部確認將依法執行國際刑事法院發出的逮捕令[48]。
- 荷蘭：外交部長卡斯帕·維爾德坎普（英语：Caspar Veldkamp）明確表示，荷蘭「100%地全面執行《羅馬規約》」，成為首個宣佈願意落實國際刑事法院逮捕令的國家[33]。
- 挪威：外交部長埃斯彭·巴特·艾德（英语：Espen Barth Eide）表示：「國際刑事法院必須審慎履行其職責。我對法庭能以最高的公平審判標準處理此案件充滿信心[36]。」
- 巴拉圭：外交部在聲明中對針對內塔尼亞胡和加蘭特的逮捕令表示「遺憾」，並指責這一決定是「國際法的政治化濫用」，表示政府「堅決反對」[49]。
- 斯洛維尼亞：總理羅伯特·哥洛布宣佈，斯洛文尼亞將「全面遵守並落實」國際刑事法院的逮捕令[50]。
- 南非：南非對國際刑事法院的決定表示支持，稱這標誌著為巴勒斯坦人爭取正義的一項「重大進展」[36]。
- 西班牙：外交部聲明表示，西班牙「尊重」國際刑事法院的裁定，並承諾會依照《羅馬規約》和國際法履行其責任與義務[51]。
- 瑞典：外交部長瑪麗亞·馬爾默·斯蒂納加德表示，瑞典和歐盟「支持國際刑事法院的重要工作，並捍衛其獨立性和完整性」。她進一步補充，是否逮捕國際刑事法院逮捕令中的對象將由瑞典司法機構決定[36]。
- 瑞士：司法局強調，根據《羅馬規約》，瑞士有義務與國際刑事法院合作，並表示如果內塔尼亞胡、加蘭特或戴夫進入瑞士，將依法對其逮捕[36]。
- 土耳其：外交部長哈坎·菲丹形容國際刑事法院的逮捕令「令人鼓舞」，並稱其是追究以色列對巴勒斯坦人「種族滅絕」行為法律責任的重要一步。他補充：「我們將繼續努力，確保國際法能夠有效落實，懲治種族滅絕罪行[36]。」
- 英国：首相施紀賢的發言人表示，英國政府尊重國際刑事法院的獨立性，並暗示內塔尼亞胡若進入英國將可能面臨逮捕[52][53][54]。執政黨工黨內多位議員及反對黨自由民主黨領袖戴宏和獨立議員郝爾彬等對國際刑事法院的裁定表示支持，有些人甚至呼籲對以色列實施制裁或呼籲停火[55]。然而，主要反對黨保守黨則對此決定表示不滿，要求施紀賢公開譴責逮捕令，並稱該決定「令人擔憂且具有挑釁性」[56]。
- 美国：总统祖·拜登谴责国际刑事法院，称其举动“骇人听闻”，并表示将“永远与以色列站在一起”[40][57]。白宮發聲明稱，美國「完全反對」國際刑事法院的裁決，並認為「國際刑事法院對此案件不具管轄權」[36]。參眾兩院的跨黨派議員，包括林賽·格雷厄姆、查克·舒默、邁克·華爾茲、湯·卡頓、約翰·費特曼、賈里德·莫斯科維茨（英语：Jared_Moskowitz）、傑基·羅森、里奇·托雷斯（英语：Ritchie_Torres）等人均批評國際刑事法院的裁決，要求制裁國際刑事法院，部份議員援引《海牙入侵法》，呼籲動用「一切必要和適當的手段」採取軍事行動應對。而拉希達·特萊布則支持國際刑事法院，表示：「國際刑事法院針對內塔尼亞胡和加蘭特的戰爭罪及危害人類罪發佈逮捕令，這表明以色列種族隔離政策的免責時代即將結束[58][59][60]。」

## 評論
特拉維夫大學國際法教授埃利亞夫·利布利希將這一決定形容為「以色列歷史上最具戲劇性的事件」，並指出所有《羅馬規約》的締約國，包括「以色列最親密的盟友」，若內塔尼亞胡和加蘭特出現在這些國家的領土上，這些國家在法律上均有義務逮捕他們。國際法教授馬蒂亞斯‧戈德曼與凱·安博斯在接受《每日鏡報》採訪時指出，德國在法律上也有義務執行逮捕令。